# Manota tunoae
Manota tunoae är en tvåvingeart som beskrevs av Heikki Hippa och Kjaerandsen 2010. Manota tunoae ingår i släktet Manota och familjen svampmyggor. Inga underarter finns listade i Catalogue of Life.